# Most Abrišam
 Ovo je glavno značenje pojma Most Abrišam. Za druga značenja pogledajte Most Abrišam (razdvojba).
Most Abrišam (perz. پل ابریشم; Pol-e Abrišam, dosl. Svileni most) je viseći most u Teheranu, prvi takve vrste u iranskom glavnom gradu. Nalazi se oko 100 m južno od nebodera IRISL-a i premošćuje gradsku autocestu Šahid Hemat. Most se nalazi u gradskoj četvrti Abas-Abad odnosno u 7. kotaru na sjeveroistoku grada. Proteže se u smjeru sjever−jug i namijenjen je isključivo za pješački promet, a njime su povezane dvije velike zelene površine koje pripadaju Parku vode i vatre (perz. Bustan-e Ab va Ataš) gdje se nalaze još dva istoimena pješačka mosta. Most Abrišam su kasnih 2000-ih projektirali i izgradili domaći iranski stručnjaci, a u promet je pušten 7. srpnja 2009. godine. Glavna suradnička tvrka bila je kineski proizvođač kabela Liuzhou OVM. Konstrukcija mosta sastoji se od nakošenog pilona na sjevernoj strani, a pješačka staza pridržana je pomoću 20 kabela sastavljenih od 12 žica (Ø15,24 mm) simetrično raspoređenih na obje strane (4 x 5). Duljina najdužeg kabela je 53 m, a najkraćeg 20 m. Visina pilona iznosi 39,55 m, širina pješačke staze 10,5 m, a najveći raspon mosta je 132,85 m. Rasvjeta je instalirana uz ogradu i u podu.

## Poveznice
- Teheran
- Popis mostova u Iranu

## Vanjske poveznice
- (engl.) OVM (27. svibnja 2010.): First Cable-Stayed Bridge in Tehran[neaktivna poveznica], Liuzhou: Liuzhou OVM Machinery Company, pristupljeno 2. travnja 2013.
- (perz.) Magiran (11. kolovoza 2009.): اولين پل كابلي پياده راه در تهران افتتاح مي شود, Tehran: Kayhan News, br. 19433., pristupljeno 2. travnja 2013.
- (perz.) Tafrih (11. kolovoza 2009.): پارک آب و آتش (حضرت ابراهیم)  Arhivirana inačica izvorne stranice od 15. svibnja 2014. (Wayback Machine), Tehran: Tafrih, pristupljeno 2. travnja 2013.

Sestrinski projekti
|  | Zajednički poslužitelj ima još gradiva o temi Most Abrišam |